# Neidermayer's Mind
Neidermeyer's Mind es un demo de Korn. Producido por Ross Robinson. Cuenta con canciones del álbum homónimo y, en esta primera instancia, KoЯn muestra las premisas de lo que serán sus dos siguientes discos: agresividad en sus letras y un sonido fresco que los caracteriza. Todas las canciones de esta demo fueron hechas originalmente por la antigua banda de Jonathan Davis, Sex Art.

## Créditos
Korn
- Jonathan Davis - Voz
- Brian "Head" Welch - Guitarra, Coros
- James "Munky" Schaffer - Guitarra
- Reginald "Fieldy" Arvizu - bajo
- David Silveira - Batería

Producción
- Ross Robinson - Productor, Mezclador.
- Jeff Creath - Coproductor, Masterización.
- Larry Weintraub - Administración

## Lista de canciones
Alive fue regrabada para el álbum Take a Look in the Mirror y algunas partes de esta fueron usadas en la canción "Need To".

| N.º   | Título        | Duración |  |
| 1.    | «Predictable» | 4:27     |  |
| 2.    | «Blind»       | 4:52     |  |
| 3.    | «Daddy»       | 4:29     |  |
| 4.    | «Alive»       | 4:07     |  |
| 17:13 |               |          |  |